# Ronde van Italië voor vrouwen 2008
De Ronde van Italië voor vrouwen 2008 (Italiaans: Giro Donne 2008) werd verreden van zaterdag 5 juli tot en met zondag 13 juli in Italië. Het was de 19e editie van de rittenkoers. De ronde telde negen etappes, inclusief een proloog en een tijdrit als 5e etappe.
De ronde werd gewonnen door de 34-jarige Fabiana Luperini, die ook de rondes van 1995 t/m 1998 op haar naam schreef en zo haar record verstevigde. Ze won bovendien de vierde en zevende etappe en de bergtrui. De Amerikaanse Amber Neben werd tweede, de Duitse Claudia Häusler derde en de Italiaanse Tatiana Guderzo werd vierde. Beste Nederlandse op de 21e plaats was Mirjam Melchers die ook de 1,2 km lange proloog won.

## Etappe-overzicht
| Etappe | Datum   | Start                 | Finish          | Afstand  | Winnaar             | klassementsleider   |
| ------ | ------- | --------------------- | --------------- | -------- | ------------------- | ------------------- |
| P      | 6 juli  | Mantua                | Mantua          | 1,2 km   | Mirjam Melchers     | Mirjam Melchers     |
| 1e     | 7 juli  | Asola                 | Lendinara       | 131,5 km | Ina-Yoko Teutenberg | Ina-Yoko Teutenberg |
| 2e     | 8 juli  | Porto Tolle           | Rosolina Mare   | 122,7 km | Ina-Yoko Teutenberg | Ina-Yoko Teutenberg |
| 3e     | 9 juli  | Santa Maria Maddalena | Malalbergo      | 122,8 km | Ina-Yoko Teutenberg | Ina-Yoko Teutenberg |
| 4e     | 10 juli | Calcinaia             | Monte Serra     | 106,4 km | Fabiana Luperini    | Fabiana Luperini    |
| 5e     | 11 juli | Novara                | Novara          | 9,3 km   | Vicki Whitelaw      | Fabiana Luperini    |
| 6e     | 12 juli | Cardano al Campo      | Laveno-Mombello | 113,4 km | Claudia Häusler     | Fabiana Luperini    |
| 7e     | 13 juli | Macherio              | Montevecchia    | 83,8 km  | Fabiana Luperini    | Fabiana Luperini    |
| 8e     | 14 juli | Desio                 | Desio           | 118,5 km | Ina-Yoko Teutenberg | Fabiana Luperini    |
| Totaal | Totaal  | Totaal                | Totaal          | 809,6 km |                     |                     |